# Élections générales néo-brunswickoises de 1892
L'élection générale néo-brunswickoise de 1892, aussi appelée la 28e élection générale, eut lieu en octobre 1892 afin d'élire les membres de la 28e législature de l'Assemblée législative du Nouveau-Brunswick, au Canada. L'élection s'est déroulé avant la création des partis politiques.
Plusieurs problèmes causèrent un mécontentement contre le gouvernement. À Bathurst, la minorité protestante se considérait surtaxée pour le financement des écoles confessionnelles séparées pour les catholiques. Les sociétés de Tempérance ne soutenaient pas le gouvernement car celui-ci était opposé à la prohibition. Finalement, certains fermiers étaient insatisfaits de la politique agraire. L'opposition n'a portant pas été en mesure d'organiser une campagne efficace contre le gouvernement.
L'opposition a obtenu les meilleurs résultats dans York, où tous les députés soutenant le gouvernement ont été défaits ainsi que dans Saint-Jean. Le premier ministre, Andrew George Blair, a été défait dans York, ce qui l'a forcé à tenir une élection partielle dans Queen's.
Sur les 41 députés élus, 25 soutinrent le gouvernement, 12 formèrent l'Opposition officielle et les 4 autres restèrent neutre.
Le Conseil législatif du Nouveau-Brunswick avait été aboli par une loi de 1891.